# Dungan nyelv
A dungan nyelv (kínai: 东干语, pinjin: Dōnggān yǔ, magyaros: tungkan jü) a dungan népcsoport nyelve, a sino-tibeti nyelvcsaládba tartozik, a mandarin nyelv közeli rokona. Vannak, akik nyelvjárásának tekintik, de mivel nem kínai karakterekkel írják, ezért sok nyelvész külön nyelvként tekint rá. Valójában nem sokban különbözik a mandarin egyes dialektusaitól, csak apróbb szókincsbeli és tónusbeli eltérések vannak, a pekingi dialektust azonban a dungan beszélők nem értik. Leírására először egy arab eredetű írást használtak (és használnak néhányan még ma is), amit később a latin, majd a cirill írás váltott fel.